# Hans-Heinz Bierbaum
Hans-Heinz Bierbaum (* 12. Juli 1908 in Brandenburg; † 23. Februar 1970 in Bonn) war ein deutscher Admiralarzt der Bundesmarine.

## Leben
Hans-Heinz Bierbaum trat am 1. April 1926 in die Reichsmarine ein und studierte anschließend bis 1934 an der Universität Berlin Medizin. Vom 1. April 1929 bis 30. Juni 1929 war er der II. Schiffsstammdivision der Ostsee in Stralsund zugeordnet. Hier wurde er am 10. Oktober 1929 Sanitäts-Kadett. Er belegte bei der II. Schiffsstammdivision bis Ende Oktober des gleichen Jahres einen Fähnrichlehrgang. Am 1. April 1931 zum Marine-Sanitäts-Fähnrich befördert, war er im selben Jahr vom Marinelazarett Kiel-Wik zum Universitätsstudium kommandiert. Im März 1933 erhielt er seine Approbation. Er kam an das Marinelazarett Wilhelmshaven, hier u. a. als Hilfsarzt und später als Adjutant und Assistent. Am 1. Juni 1934 promovierte er.
In die Kriegsmarine übernommen, war er als Marineoberassistenzarzt (Beförderung am 1. April 1935) ab 29. Juni 1936 Abteilungsarzt der II. Schiffsstammabteilung der Nordsee, später 14. Schiffsstammabteilung, in Glückstadt und blieb hier bis 28. März 1938. Am 1. Februar 1937 war er zum Marinestabsarzt befördert worden. Vom 29. März 1938 bis 24. Februar 1940 war er Schiffsarzt auf dem leichten Kreuzer Leipzig. Anschließend ging er zur Fachausbildung an die Universitätsfrauenklinik Leipzig. Ab 1. August 1940 war er Assistent beim beratenden Chirurgen des Marinegruppenkommandos West und wurde vom 1. Oktober 1940 bis Ende 1941 erneut an die Universitätsfrauenklinik Leipzig kommandiert. Am 1. April 1941 wurde er hier Marineoberstabsarzt. Er kam als Chirurg z. V. für das Heer an das Kriegslazarett Krementschuk und Dnjepropetrowsk. Von Anfang März 1942 bis Anfang September 1942 war er erneut an der Universitätsfrauenklinik Leipzig, kam erneut, nun als Referent beim leitenden Sanitätsoffizier, bis Ende August 1944 zum Marinegruppenkommando West und vom 1. September 1944 bis 1. November 1944 wieder an die Universitätsfrauenklinik Leipzig. Vom 7. November 1944 bis 31. August 1946 war er leitender Arzt der Frauenabteilung des Marinelazaretts Sanderbusch und Standortarzt von Wilhelmshaven. Am 1. April 1945 wurde er noch zum Geschwaderarzt befördert.
Mitte Mai 1946 erhielt er die Anerkennung als Facharzt für Frauenkrankheiten und praktizierte ab September 1946 als Frauenarzt in Glückstadt.
Anfang März 1956 wurde er in die Bundesmarine übernommen und erhielt bis Mitte Juni 1956 seine Einweisung. Er ging bis Ende Januar 1958 als Referent für das Sanitätswesen an das Bundesministerium für Verteidigung in Bonn. Anschließend diente er bis als Arzt beim Kommando der Flottenbasis in Wilhelmshaven. Ab 1. Mai 1958 war er wieder am Bundesministerium für Verteidigung. Ab April 1962 bis zur Überführung in die Inspektion des Marinesanitätsdienstes im September 1965 war er als Flottenarzt (Beförderung am 13. Januar 1958) Kommandeur des neu eingerichteten Kommandos des Marinesanitätsdienstes. Anschließend wurde er Inspizient des aus dem Kommando des Marinesanitätsdienstes gebildeten Marinesanitätsdienstes in der Inspektion des Marinesanitätsdienstes des Marineamts. Mit der Überführung des Kommandos zum Admiral des Marinesanitätsdienstes war er von Oktober 1965 bis Ende März 1967 Sanitätschef der Marine und wurde durch Hans-Georg Stemann abgelöst. Vom 1. April 1967 bis 30. September 1968 war er als Admiralarzt (Beförderung am 14. April 1967 mit Wirkung zum 1. April 1967) und Nachfolger von Eberhard Daerr Unterabteilungsleiter I in der Inspektion des Sanitäts- und Gesundheitswesens. Anschließend ging er in den Ruhestand.